# Monte Wall
El monte Wall es una elevación de 236 metros localizada en la península de Freycinet, isla Soledad, islas Malvinas.

## Historia
Durante la guerra de las Malvinas, el primer uso militar del monte fue por parte del Regimiento de Infantería 4 (III Brigada de Infantería, Agrupación Ejército «Malvinas») del Ejército Argentino, que ocupó el Wall a partir del 29 de abril de 1982. Esta situación continuó hasta el 28 de mayo de 1982, cuando el Regimiento recibió orden de desplazarse a los montes Dos Hermanas y Harriet. En los días subsiguientes la vanguardia de las Fuerzas Armadas británicas comenzó a arribar a la zona del Wall.